# Serie A 1978 (calcio femminile)
L'edizione 1978 è stata l'undicesima edizione del campionato italiano di Serie A femminile di calcio.
La Jolly Componibili Cutispoti Catania ha conquistato il primo scudetto della sua storia. Il titolo di capocannoniere della Serie A è andato alla scozzese Rose Reilly, calciatrice della Jolly Componibili Cutispoti Catania, autrice di 32 gol. Il Valigi Perugia e il Livorno sono stati retrocessi in Serie B.
Al termine del campionato il Padova ha chiesto alla F.I.G.C.F. di rimanere inattivo per una stagione.

## Stagione

### Novità
Al termine della stagione 1977 la Salernitana è stata retrocessa in Serie B. Dalla Interregionale 1977 è stata promossa la Jolly Componibili Cutispoti Catania, vincitrice della finale promozione.
Con comunicato n. 6 del 22 febbraio 1978 il Comitato Nazionale Gare inserisce nel ruolo di campionato di Serie A 1978 il Valigi Perugia, l'A.C.F. Verona e l'A.C.F. 3B Lazio.
In seguito (con comunicato n. 11 del 1º aprile 1978) l'A.C.F. Pordenone (classificatasi al nono posto in Serie A 1977) e l'A.C.F. Rutilius Sport (classificatasi all'ottavo posto in Serie A 1977) rinunciano al campionato chiedendo l'ammissione al campionato di Serie B 1978 (accolte entrambe le richieste).
La Diadora Valdobbiadene (Campione d'Italia 1977) si è ritirata a calendario già compilato e il Comitato Nazionale Gare l'ha sostituita con l'A.C.F. Conegliano (seconda classificata nel girone C dell'Interregionale 1977).
L'A.C.F. 3B Lazio (ammessa al campionato di Serie A) si è ritirata dal campionato in data 15 aprile 1978 a calendario già compilato (il giorno precedente l'inizio della prima giornata) ed è stata sostituita dall'A.C.F. Livorno (seconda classificata nella semifinale B di Interregionale vinta dalla Jolly Componibili Cutispoti). Di conseguenza, la gara Lazio Lubiam-Livorno è stata rinviata d'ufficio e recuperata in data 9 luglio 1978. Alla 3B Lazio (che poi ritorna alla vecchia denominazione A.C.F. Lazio) è concessa la riammissione al campionato di Serie B 1978.
Avvengono inoltre i seguenti cambi di denominazione:
- da A.C.F. B.P. Lampadari Conegliano ad A.C.F. Conegliano;
- da U.S.F. G.B.C. Milan a A.C.F. Mediolanum Milan di Milano;
- da A.C.F. Verona a G.S.F. Verona Ortoflor di Vigasio.

### Formato
Le 12 squadre partecipanti si affrontano in un girone all'italiana con partite di andata e ritorno per un totale di 22 giornate. Le ultime due classificate retrocedono in Serie B.

## Squadre partecipanti
| Club                        | Città               | Stagione precedente                     |
| --------------------------- | ------------------- | --------------------------------------- |
| Conegliano                  | Conegliano (TV)     | 2º in Interregionale/C                  |
| Eurokalor Bologna           | Bologna             | 5º in Serie A                           |
| Italinox Gorgonzola         | Gorgonzola (MI)     | 6º in Serie A                           |
| Jolly Componibili Cutispoti | Catania             | Campione dell'Interregionale            |
| Lazio Lubiam                | Roma                | 4º in Serie A                           |
| Livorno                     | Livorno             | 2º nella semifinale B di Interregionale |
| Mediolanum Milan            | Milano              | 3º in Serie A                           |
| Metra Rodengo Saiano        | Rodengo-Saiano (BS) | 7º in Serie A                           |
| Padova                      | Padova              | 2º in Serie A                           |
| Roma Italparati             | Roma                | 10º in Serie A                          |
| Valigi Perugia              | Perugia             | 11º in Serie A                          |
| Verona Ortoflor             | Vigasio (VR)        | 1º in Interregionale/C                  |

## Classifica finale
|  | Pos. | Squadra                     | Pt | G  | V  | N | P  | GF | GS | DR  |
|  | ---- | --------------------------- | -- | -- | -- | - | -- | -- | -- | --- |
|  | 1.   | Jolly Componibili Cutispoti | 42 | 22 | 20 | 2 | 0  | 56 | 9  | +47 |
|  | 2.   | Lazio Lubiam                | 35 | 22 | 16 | 3 | 3  | 40 | 15 | +25 |
|  | 3.   | Conegliano                  | 34 | 22 | 16 | 2 | 4  | 75 | 10 | +65 |
|  | 4.   | Italinox Gorgonzola         | 29 | 22 | 13 | 3 | 6  | 41 | 17 | +24 |
|  | 5.   | Eurokalor Bologna           | 28 | 22 | 12 | 4 | 6  | 34 | 26 | +8  |
|  | 6.   | Mediolanum Milan            | 23 | 22 | 9  | 5 | 8  | 24 | 20 | +4  |
|  | 7.   | Metra Rodengo Saiano        | 19 | 22 | 8  | 3 | 11 | 28 | 34 | -6  |
|  | 8.   | Verona Ortoflor             | 15 | 22 | 6  | 3 | 13 | 14 | 42 | -28 |
|  | 9.   | Padova                      | 14 | 22 | 4  | 6 | 12 | 27 | 45 | -18 |
|  | 10.  | Roma Italparati             | 12 | 22 | 4  | 4 | 14 | 16 | 44 | -28 |
|  | 11.  | Valigi Perugia (-1)         | 10 | 22 | 4  | 3 | 15 | 14 | 52 | -38 |
|  | 12.  | Livorno                     | 2  | 22 | 0  | 2 | 20 | 12 | 67 | -45 |

Legenda:
      Campione d'Italia
      Retrocesse in Serie B 1979
Note:
Due punti a vittoria, uno a pareggio, zero a sconfitta.
Differenza reti in caso di pari merito (art. 8c del R.O. FIGCF);
Se a pari punti, spareggio per promozione e/o retrocessione.
Il Valigi Perugia ha scontato 1 punto di penalizzazione per una rinuncia.

## Risultati

### Calendario
| andata      | 1ª giornata        | ritorno    |
| 16 apr 1978 |                    | 9 lug 1978 |
| 1-3         | Bologna-Jolly CT   | 0-1        |
| 5-0         | Conegliano-Perugia | 2-0        |
| 4-0         | Gorgonzola-Verona  | 2-1        |
| 1-3         | Livorno-Lazio L.   | 0-1        |
| 1-2         | Milan-Rodengo      | 1-0        |
| 3-3         | Padova-Roma Italp. | 3-1        |

| andata     | 4ª giornata         | ritorno     |
| 7 mag 1978 |                     | 27 ago 1978 |
| 0-5        | Bologna-Conegliano  | 1-5         |
| 2-0        | Jolly CT-Lazio L.   | 1-1         |
| 0-0        | Gorgonzola-Roma It. | 4-0         |
| 2-2        | Perugia-Padova      | 2-1         |
| 5-0        | Rodengo-Livorno     | 2-0         |
| 0-2        | Verona-Milan        | 0-4         |

| andata     | 7ª giornata         | ritorno     |
| 2 lug 1978 |                     | 17 set 1978 |
| 1-0        | Gorgonzola-Milan    | 1-0         |
| 0-0        | Lazio L.-Conegliano | 1-0         |
| 0-1        | Padova-Bologna      | 2-2         |
| 0-2        | Perugia-Roma Italp. | 3-1         |
| 1-4        | Rodengo-Jolly CT    | 1-2         |
| 1-1        | Verona-Livorno      | 2-0         |

| andata      | 10ª giornata       | ritorno    |
| 18 giu 1978 |                    | 8 ott 1978 |
| 1-1         | Bologna-Perugia    | 1-0        |
| 3-0         | Jolly CT-Verona    | 1-0        |
| 9-0         | Conegliano-Rodengo | 1-0        |
| 4-1         | Gorgonzola-Livorno | 2-0        |
| 3-1         | Lazio L.-Padova    | 3-0        |
| 0-0         | Milan-Roma Italp.  | 1-0        |

| andata      | 2ª giornata         | ritorno     |
| 23 apr 1978 |                     | 16 lug 1978 |
| 1-0         | Jolly CT-Gorgonzola | 1-1         |
| 3-1         | Milan-Livorno       | 2-2         |
| 0-5         | Perugia-Lazio L.    | 0-5         |
| 3-0         | Rodengo-Padova      | 2-1         |
| 1-2         | Roma Italp.-Bologna | 0-1         |
| 0-4         | Verona-Conegliano   | 0-7         |

| andata      | 5ª giornata           | ritorno    |
| 14 mag 1978 |                       | 3 set 1978 |
| 0-0         | Conegliano-Gorgonzola | 4-1        |
| 3-2         | Lazio L.-Bologna      | 0-3        |
| 1-4         | Livorno-Roma Italp.   | 0-2        |
| 0-2         | Milan-Jolly CT        | 0-1        |
| 2-1         | Padova-Verona         | 1-1        |
| 0-0         | Perugia-Rodengo       | 0-4        |

| andata     | 8ª giornata          | ritorno     |
| 4 giu 1978 |                      | 24 set 1978 |
| 0-2        | Bologna-Rodengo      | 2-0         |
| 6-1        | Jolly CT-Livorno     | 2-0         |
| 4-0        | Conegliano-Milan     | 0-1         |
| 2-0        | Gorgonzola-Padova    | 3-1         |
| 1-0        | Lazio L.-Roma Italp. | 1-0         |
| 1-0        | Verona-Perugia       | 1-0         |

| andata      | 11ª giornata         | ritorno     |
| 25 giu 1978 |                      | 15 ott 1978 |
| 0-4         | Livorno-Conegliano   | 0-4         |
| 1-1         | Padova-Milan         | 1-1         |
| 1-2         | Perugia-Gorgonzola   | 0-5         |
| 1-1         | Rodengo-Lazio L.     | 1-2         |
| 1-2         | Roma Italp.-Jolly CT | 0-4         |
| 0-0         | Verona-Bologna       | 0-2         |

| andata      | 3ª giornata         | ritorno     |
| 30 apr 1978 |                     | 23 lug 1978 |
| 0-3         | Conegliano-Jolly CT | 1-2         |
| 0-1         | Gorgonzola-Bologna  | 0-1         |
| 4-1         | Lazio L.-Verona     | 3-0         |
| 3-0         | Milan-Perugia       | 2-1         |
| 3-1         | Padova-Livorno      | 3-0         |
| 1-0         | Roma Italp.-Rodengo | 0-0         |

| andata      | 6ª giornata            | ritorno     |
| 21 mag 1978 |                        | 10 set 1978 |
| 1-1         | Bologna-Milan          | 1-0         |
| 5-0         | Jolly CT-Padova        | 2-1         |
| 0-1         | Gorgonzola-Lazio L.    | 1-2         |
| 1-2         | Livorno-Perugia        | 0-2         |
| 2-0         | Rodengo-Verona         | 0-1         |
| 0-4         | Roma Italp.-Conegliano | 0-10        |

| andata      | 9ª giornata        | ritorno    |
| 11 giu 1978 |                    | 1 ott 1978 |
| 2-4         | Livorno-Bologna    | 0-7        |
| 0-1         | Milan-Lazio L.     | 1-0        |
| 0-4         | Padova-Conegliano  | 1-2        |
| 0-6         | Perugia-Jolly CT   | 0-2        |
| 1-2         | Rodengo-Gorgonzola | 1-6        |
| 0-1         | Roma Italp.-Verona | 0-3        |